# Hiroki Akiyama
Hiroki Akiyama (jap. 秋山 裕紀, Akiyama Hiroki; * 9. Dezember 2000 in der Präfektur Gunma) ist ein japanischer Fußballspieler. Er steht als Leihspieler von Albirex Niigata beim SV Darmstadt 98 unter Vertrag.

## Karriere
Hiroki Akiyama erlernte das Fußballspielen in Jugendmannschaft vom Maebashi FC sowie in der Schulmannschaft der Maebashi Ikuei High School. Seinen ersten Profivertrag unterschrieb er 2019 bei Albirex Niigata. Der Verein aus Niigata, einer Großstadt in der gleichnamigen Präfektur Niigata auf der Insel Honshū, spielte in der zweithöchsten japanischen Liga, der J2 League. Mitte September 2020 wechselte er auf Leihbasis zum Azul Claro Numazu. Mit dem Verein aus Numazu spielte er achtmal in der dritten Liga. Ende Oktober 2020 kehrte er zu Albirex zurück. Mitte August 2021 lieh ihn der Drittligist Kagoshima United FC für den Rest der Saison aus. Für den Verein aus Kagoshima absolvierte er neun Drittligaspiele. Nach der Ausleihe kehrte er im Januar 2022 nach Niigata zurück. Am Ende der Saison 2022 feierte er mit Albirex die Meisterschaft und den Aufstieg in die erste Liga. Am 2. November 2024 stand er mit Albirex im Finale des J. League Cup. Das Spiel gegen Nagoya Grampus verlor man im Elfmeterschießen.
Im Sommer 2025 wechselte Akiyama auf Leihbasis zum SV Darmstadt 98. Die Lilien haben sich darüber hinaus eine Kaufoption gesichert.

## Erfolge
Albirex Niigata
- Japanischer Zweitligameister: 2022  ▲
- Japanischer Ligapokalfinalist: 2024